# Małe kobietki (film 1994)
Małe kobietki (oryg. Little Women) – film obyczajowy z 1994 roku w reżyserii Gillian Armstrong, będący adaptacją powieści Louisy May Alcott Małe kobietki.
Film był nominowany podczas 67. ceremonii rozdania nagród do 3 Oscarów:
- Oscar dla najlepszej aktorki pierwszoplanowej (Winona Ryder)
- Oscar za najlepszą muzykę filmową (Thomas Newman)
- Oscar za najlepsze kostiumy (Colleen Atwood, również nominacja do BAFTY)

## Obsada
- Winona Ryder - Josephine 'Jo' March
- Susan Sarandon - Abigail 'Marmee' March
- Trini Alvarado - Margareth 'Meg' March
- Kirsten Dunst - młoda Amy March
- Claire Danes - Elizabeth 'Beth' March
- Samantha Mathis - dorosła Amy March
- Gabriel Byrne - Friedrich Bhaer
- Christian Bale - Théodore 'Laurie' Laurence
- Eric Stoltz - John Brooke
- John Neville - Mr. Laurence
- Mary Wickes - Aunt March
- Andrea Libman - Kitty Kirk
- Janet Craig - Panna Norton
- Tegan Moss - Minnie Kirk
- Marilyn Norry - Pani Kirk
- Matthew Walker - Pan March

i inni.